# 스노우 브라더스
스노우 브라더스(일본어:スノーブラザーズ, 영어:Snow Bros)는 1990년 토아플랜에서 발매한 아케이드 게임으로 장르는 고정화면 타입의 액션 게임이다.

이 작품은 슈팅 게임의 오랜 명가로 알려졌던 토아플랜이 지금까지 발매해온 작품과는 확실히 선을 긋는다. 

등장캐릭터가 확실히 젊은층을 타겟으로 만들어졌다고 생각되는 3등신의 귀여운 캐릭터이도, 이에 맞춰 많은 적 캐릭터들도 눈부분이 초변형으로 묘사되어 전혀 무서움을 느낄 수 없다.

후에 발매한 『스노우 브라더스 2』가 사실상 토아플랜의 마지막 작품이 되었다. (발매직전 도산했기 때문에 발매원은 다르다.)

## 게임 내용
다음의 세 종류의 액션으로 구성되어 있다.
1. 레버를 조작해 플레이어를 좌우로 이동 및 버튼1로 점프
2. 적 캐릭터를 슛(버튼2)으로 눈덩이로 만들어 눈덩이를 발로 찬다.
3. 또는 굴러가는 눈덩이에 다른 적 캐릭터가 치이게 해서 죽일 수 있다.

눈덩이에 치여 죽은 적 캐릭터는 아이템·초밥 중 하나가 나온다. (초밥재료에 따라 점수가 다르다.)

또한 하나의 눈덩이로 화면상의 모든 적을 한번에 죽이면 위에서 「축의금」으로 1만점의 아이템이 내려온다. (연쇄적으로 다른 눈덩이를 휘말리게 해도 좋다. 축의금은 스테이지마다 다르며, 아이템·초밥에 비해 금방 사라진다.)

각 스테이지의 끝에는 보스 캐릭터가 등장해 눈덩이를 일정 횟수 굴려 맞추면 스테이지 클리어. 1스테이지당 10층, 전5스테이지로 50층.

### 스노우 브라더스 2
- 2탄에서는 캐릭터가 4명으로 늘었으며, 4인 플레이가 가능하다
- 그리고 눈 뿐만 아니라, 번개, 물, 바람 속성 캐릭터도 생겨났다.
- 스테이지는 6개의 스테이지로 되어 있으며, 한 스테이지 당 6층으로 구성되어 있다(보스 포함, 단 3스테이지와 최종 스테이지는 꼭대기까지 올라가는 형태의 한 스테이지로 구성되어 있다)
- 그리고 1탄과 마찬가지로 축의금 아이템이 내려오는데, 1탄보다는 늦게 사라지며, 점수는 때에 따라서 달라진다.
  - 한 개로 싹쓸이시 10,000점(great), 두 개로 싹쓸이시 5,000점(nice), 세 개로 싹쓸이시 3,000점(good) ( )는 싹쓸이 했을 때 나오는 말
- 스테이지 중간중간마다 비밀 보물상자가 존재한다.
- 그리고 중간중간마다 로봇이 등장하는데, 위에서 폭탄을 쏘는 것과 나무통을 굴리는 것이 있다. 이 로봇을 물리치면 돈 아이템이나 알파벳 아이템을 받을 수 있다.
- 북미, 유럽판 타이틀 화면에서 주인공들이 외국인 어린아이가 얼굴에 분칠과 화장을 한 모습처럼 나와 굉장히 징그럽게 표현되어 있어서 인기 하락에 한몫을 했다.

## 아이템
- 빨간색: 플레이어의 스피드업
- 노란색: 슛의 사정거리가 길어진다.
- 파란색: 슛의 파워업
- 녹색: 일정시간 거대해지며 무적이 된다.
- 플레이어의 얼굴 마크: 일시적으로 적들의 움직임이 멈춘 후 각각 4마리의 구슬모양 몬스터가 내려온다. 눈덩이로 만들면 글자가 떠오르며 눈덩이를 차면 그 문자를 얻을 수 있다. (다른 눈덩이로 몬스터를 치어 죽이면 무효) 「S」「N」「O」「W」를 모두 모으면 1UP.

### 2기
- 푸른색 음료수: 슛의 파워업
- 노란색 음료수: 슛의 사정거리가 길어진다.
- 빨간색 음료수: 플레이어의 스피드업

(2번째로 아이템을 먹으면 5000점 가산, 중간에 죽으면 모두 무효처리)
- 트로피: 이 아이템을 먹으면 캐릭터의 몸이 거대해지면서 사방에 있는 적들을 죽일 수 있다.(이 때도 싹쓸이로 인정) 1탄과는 다르게 몬스터가 모두 죽었을 경우 수축하며 그 다음 스테이지로 넘어갔을 때 그 효과가 이어진다.
- 1up: 전 스테이지를 싹쓸이로 클리어한 후에 알파벳 사과를 가진 몬스터를 공격해서 획득하거나, 알파벳 사과에 있는 E,X,T,R,A를 획득하면 1up을 받는다(이때는 다른 눈덩이로 몬스터를 치어죽어도 인정)

## 테크닉
- 적을 가둔 눈덩이를 굴려서 움직이는게 가능
- 눈덩이 위에서 점프하는 것이 가능. 이것을 이용해 보통 점프로는 닿지 않는 곳으로 이동할 수 있다.
- 플레이어가 눈덩이에 휘말린 직후는 일시적으로 무적.

## 이식
- 패미콤판
- 게임보이판
- 메가 드라이브판
- 아미가(이식되었으나 정식 출시되지는 않았음)
- 닌텐도 스위치판 리메이크

메가드라이브판의 경우 공주들이 잡혀가는 오프닝을 추가하고 기존 5스테이지에서 2스테이지를 추가해 전부 70층까지 존재한다.
또한 51~70층까지는 주인공들이 잡혀가고 주인공들 자리를 공주들이 대신해 싸우는 큰 변화가 있으며 또한 새로운 스테이지 BGM도 추가된,
가장 초월이식도가 높은 게임들 중 하나이다.

## 불법 해킹롬
- 한국 회사인 Softclub에서 불법 해킹하여 1996년에 출시한 "돌아온 또또". 이 게임의 배경음악은 모두 당시 대한민국에서 유행하던 애니메이션의 주제가 멜로디를 사용한다.
- 2002년에 멕시코 회사 Syrmex에서 불법으로 개조하여 만든 "스노우 브라더스 3"도 있다.

## 여담
이동시스템이나 적의 상태를 변화시켜 다른 적도 죽인다는 특징은 다이토의 『페어리랜드 스토리』『버블 보블』『돈도코돈』등에서 일반화된 것을 답습하고 있다. 비슷한 게임으론 데이터이스트의 『덤블팝』등을 들 수 있다.